# Haushaltsplan
Der Haushaltsplan enthält alle für ein Haushaltsjahr von juristischen Personen des öffentlichen Rechts veranschlagten Haushaltseinnahmen und -ausgaben (Kameralistik) bzw. Erträge und Aufwendungen (Doppik) sowie Verpflichtungsermächtigungen, Planstellen und Stellen aller Verwaltungen sowie spezifische Haushaltsvermerke. Er wird in der Regel im Vorjahr aufgestellt. Haushaltsführende Stellen wie Bund, Bundesländer, Gemeinden oder Gemeindeverbände, aber auch Anstalten des öffentlichen Rechts und Körperschaften des öffentlichen Rechts verwirklichen ihre kurzfristige Finanzplanung in einem Haushaltsplan.
Bei deutschen Gebietskörperschaften spricht man von einem Gemeindehaushalt, Kreishaushalt, Landeshaushalt, Bundeshaushalt oder Staatshaushalt. Auch international werden bei Staaten und ihren Untergliederungen Haushaltspläne als Mittel der Finanzplanung eingesetzt. In Österreich wird von Finanzgebarung, in der Schweiz von Budget gesprochen.

## Länderspezifische Regelungen

### Deutschland

#### Allgemeine Grundsätze
Der Haushaltsplan dient der Feststellung und Deckung des Finanzbedarfs der planenden Gebietskörperschaft, der zur Erfüllung der Aufgaben im Bewilligungszeitraum voraussichtlich notwendig ist. Die Haushaltsgrundsätze sind auf einen Haushaltsplan anzuwenden. Der Grundsatz der Wahrheit (§ 9 und § 11 BHO) erfordert eine möglichst genaue Berechnung und Schätzung auf Grundlage verlässlicher Daten insbesondere bei den Haushaltseinnahmen. Schätzungen der Konjunktur und Steuerschätzungen bilden die Hauptquellen der Haushaltspläne. Ein Haushaltsplan erzeugt für die in ihm veranschlagten Einnahmen lediglich deklaratorische Wirkungen, weil als Erhebungsnorm außerbudgetäre Rechtsnormen herangezogen werden müssen (insbesondere Steuergesetze oder Verträge). Ein Haushaltsplan steht am Anfang der Haushaltsführung. Er muss durch Gesetz oder Satzung parlamentarisch verabschiedet werden und erlangt erst dann als genehmigter Haushalt Rechtskraft.

#### Verfahrensablauf
Dieser Verfahrensablauf vom Haushaltsplan über das Haushaltsgesetz bis hin zum endgültigen öffentlichen Haushalt ist gesetzlich festgelegt. Gesetzgrundlagen sind für die Bundesebene, die Länder und Gemeinden unterschiedlich, besitzen in den Kernfragen jedoch übereinstimmenden Inhalt, bedingt durch die Idee des Budgetrechts. Auch international werden gleiche oder ähnliche Regeln angewandt.

##### Haushaltsplan
Der Haushaltsplan ist Grundlage für die Haushalts- und Wirtschaftsführung. Art und Umfang der zu erbringenden Leistungen einer Gebietskörperschaft werden durch den Haushaltsplan festgelegt. Bei seiner Aufstellung und Ausführung ist den Erfordernissen des gesamtwirtschaftlichen Gleichgewichts Rechnung zu tragen. Nach Art. 110 Abs. 2 GG ist der Haushaltsplan vor Beginn des Kalenderjahres, für das er bestimmt ist, durch Haushaltsgesetz (oder Haushaltssatzung auf kommunaler Ebene) festzustellen. Das gilt auch für die Haushaltspläne der Bundesländer (§ 1 LHO NRW). Hierin kommt der Haushaltsgrundsatz der Vorherigkeit zum Ausdruck, der wegen der grundgesetzlichen Regelung sogar Verfassungsrang genießt. Insbesondere zu beachten sind auch die Grundsätze der Vollständigkeit, Haushaltsklarheit und -wahrheit. Nach dem Grundsatz der Einheit sind alle zu erwartenden Einnahmen, voraussichtlich zu leistenden Ausgaben und voraussichtlich benötigten Verpflichtungsermächtigungen in einem Haushaltsplan zu erfassen. Bei leistungsbezogener Planaufstellung (Doppik) enthält der Haushaltsplan einen Leistungs-, Erfolgs- und Finanzplan. Die Rechnungslegung erfolgt dabei mit Kosten- und Leistungsrechnung durch eine Ergebnis-, Vermögens- und Finanzrechnung, ergänzt um einen Leistungsbericht (§ 7a LHO). Das allgemein geltende Gesamtdeckungsprinzip (§ 8 LHO) kann im Haushaltsplan durchbrochen werden, wenn dort die Verwendung von Einnahmen für bestimmte Zwecke zugelassen wird. Eine Verpflichtung zur Leistung von Ausgaben geht vom Haushaltsplan nicht aus (§ 3 Abs. 1 LHO); der Haushaltsplan löst damit regelmäßig keine Zahlungspflichten aus. Die Ansätze von Ausgaben im Haushaltsplan besitzen lediglich den Charakter einer Ausgabeermächtigung für das betreffende Haushaltsjahr. Der gesamte Haushaltsplan besteht aus der Haushaltsübersicht, der Finanzierungsübersicht und dem Kreditfinanzierungsplan (§ 13 Abs. 4 Nrn. 1–3 LHO).

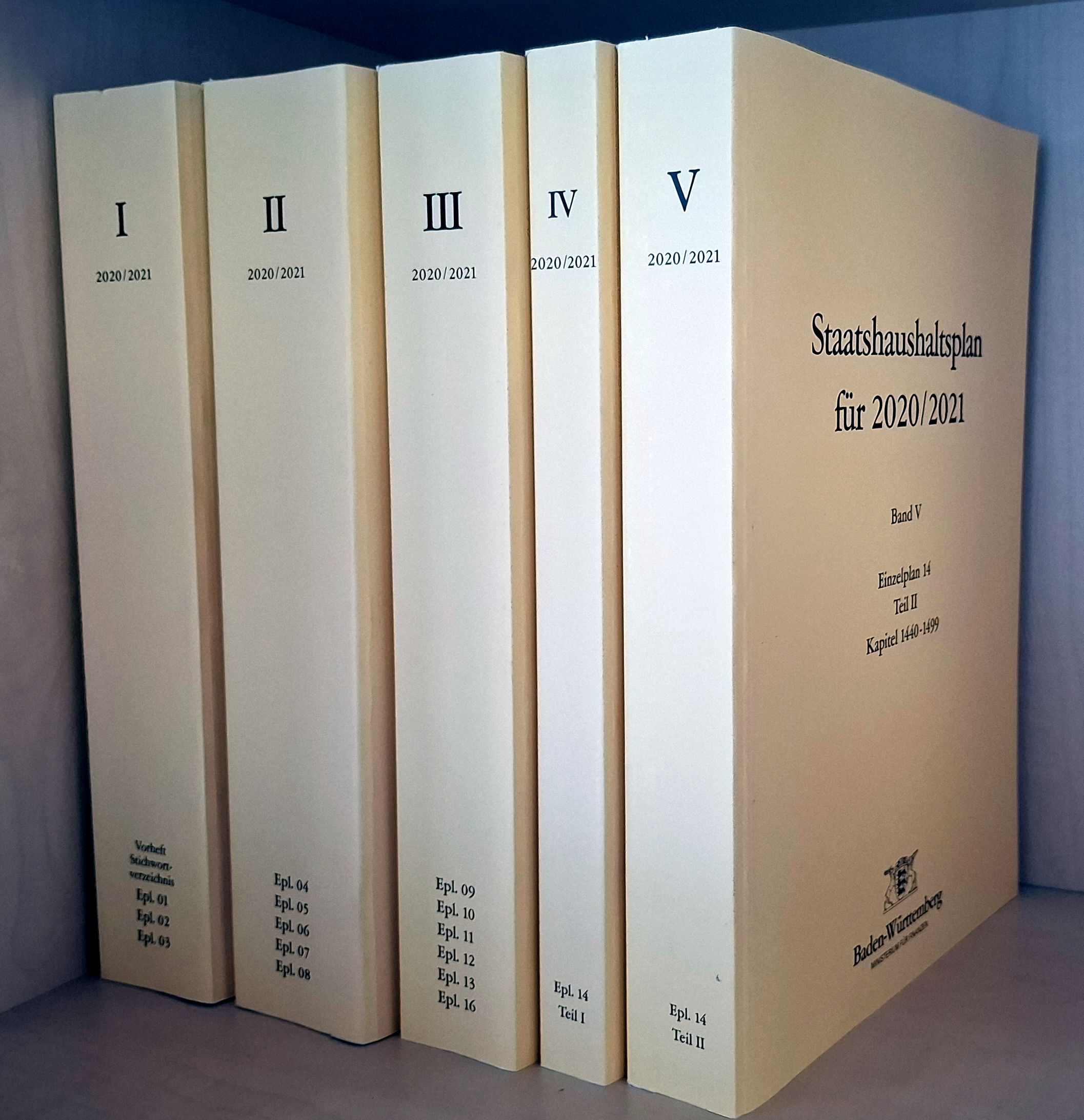
Staatshaushaltsplan als Gesamtplan in fünf Bänden

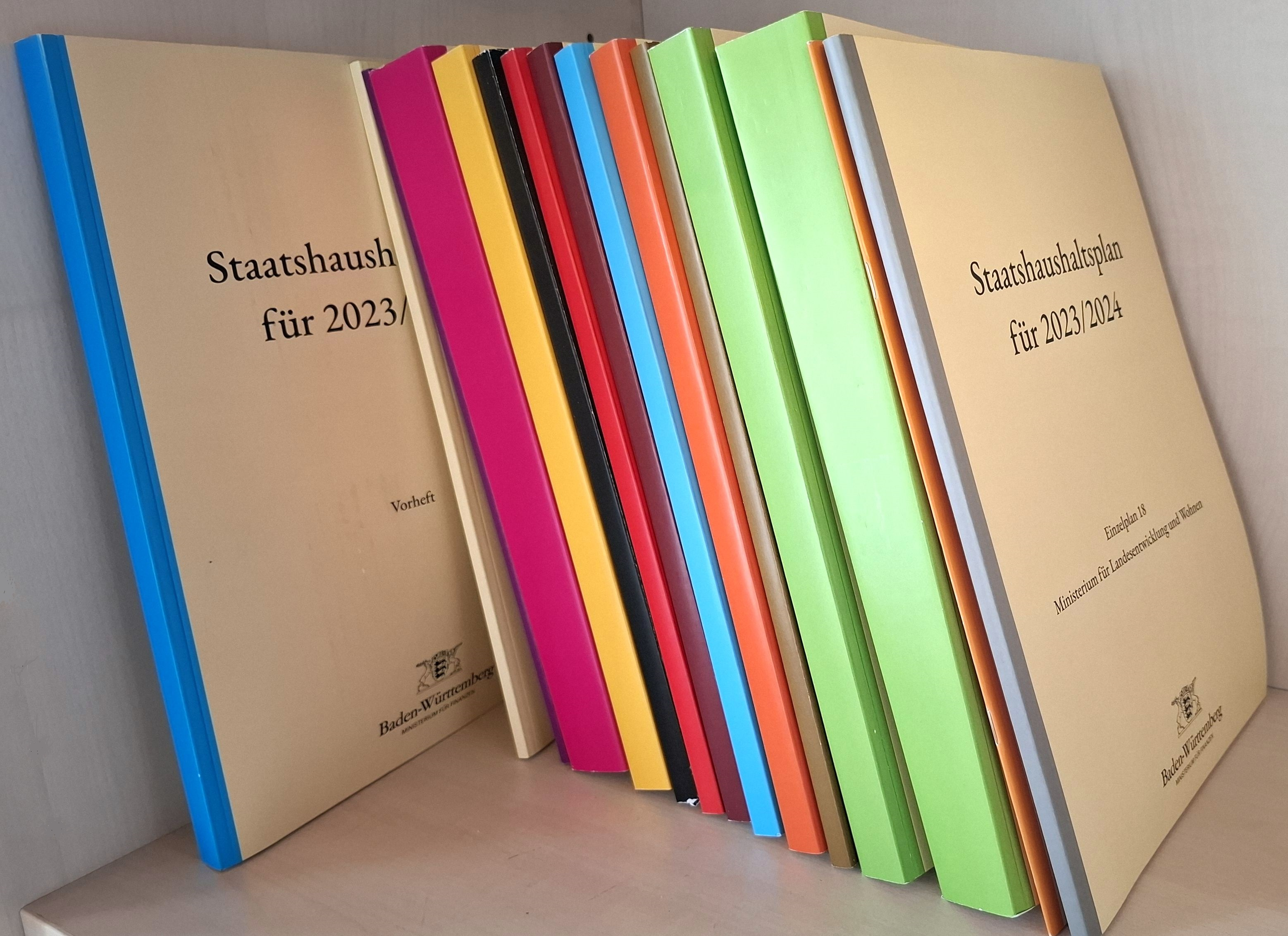
Staatshaushaltsplan mit Vorheft und Einzelplänen der Ressorts

Nach § 3 Abs. 2 HGrG werden durch einen Haushaltsplan Ansprüche oder Verbindlichkeiten weder begründet noch aufgehoben. Der Haushaltsplan bindet mithin nur den Verwaltungsträger, entfaltet jedoch keinerlei Außenwirkung (außer der informatorischen Wirkung). Damit ist der Haushaltsplan für Dritte keine Rechtsgrundlage, auf die sie sich bei Ansprüchen oder Verbindlichkeiten gegen den Staat berufen können. Eine Einstellung in den öffentlichen Dienst kann beispielsweise von einem Bewerber nicht damit begründet werden, dass im Haushaltsplan freie Planstellen vorhanden seien.

##### Haushaltsgesetz
Der fertiggestellte Haushaltsplan wird Bestandteil (Anlage) eines Haushaltsgesetzes, das wie andere Gesetze die parlamentarischen Prozesse zu durchlaufen hat. Es ist ein Gesetz im formellen Sinne, weil es in einem Verfahren zustande gekommen ist, das von Verfassungs wegen für den Erlass von Gesetzen vorgesehen ist. Das Haushaltsgesetz ist aber kein materielles Gesetz, weil es keine Außenwirkung gegenüber dem Bürger entfaltet. Es führt jedoch zu Rechtswirkungen bei der Exekutive, weil Regierung und Verwaltung an das verabschiedete Haushaltsgesetz gebunden sind. Das Bundeshaushaltsgesetz (Art. 110 Abs. 2 GG) stellt nicht lediglich ein im Haushaltsplan enthaltenes Zahlenwerk fest, sondern enthält zugleich die Bewilligung der im Haushaltsplan ausgewiesenen Mittel, also die Ermächtigung an die Regierung, diese Mittel für die in den Titeln des Haushaltsplans festgelegten Zwecke auszugeben. Solche Ermächtigungsvorschriften sind Recht im Sinne von Art. 93 Abs. 1 Nr. 2 GG und § 76 BVerfGG und können deshalb im Normenkontrollverfahren auf ihre Vereinbarkeit mit dem Grundgesetz geprüft werden. Durch das verabschiedete Haushaltsgesetz wird der Haushaltsplan festgestellt und die Haushaltsführung für das nächste Haushaltsjahr für die Regierung festgelegt. Das Haushaltsgesetz ist ein auf der Grundlage des Verfassungsrechts und dauerhaft geltenden haushaltsrechtlichen Vorschriften (BHO, LHO) im Gesetzgebungsverfahren zustande gekommenes Zeitgesetz, das Rechtsnormen für die Haushaltsführung der Haushaltsträger für ein Haushaltsjahr enthält. Zeitgesetz bedeutet, dass es nicht unbefristet gilt, sondern lediglich für das in ihm enthaltene Haushaltsjahr. Auch auf Landesebene wird der Haushaltsplan durch Haushaltsgesetz festgestellt (§ 1 LHO).
Auf Gemeindeebene heißt das Haushaltsgesetz „Haushaltssatzung“. Sie wird von der Gemeindevertretung in öffentlicher Sitzung beraten und beschlossen. Wird die Haushaltssatzung in einer nicht ordnungsgemäß einberufenen Gemeinderatssitzung beschlossen, ist sie nichtig. Das gilt auch für nichtöffentlich beratene und beschlossene Haushaltssatzungen. Neben dieser formalen Nichtigkeit können Haushalte auch aus materiellen Gründen nichtig sein. So wurde vom Verfassungsgerichtshof NRW der Nachtrag zum Haushaltsplan des Landes NRW für das Haushaltsjahr 2010 wegen zu hoher Schulden für verfassungswidrig (Art. 82 Satz 2 Landesverfassung NRW) und damit nichtig erklärt, weil die Kreditaufnahme die Höhe der Investitionen überschreite. Das Gericht hat hierin auch erhebliche Bedenken dagegen geäußert, dass im Haushaltsplan kreditfinanzierte Rücklagen gebildet werden, die nicht im entsprechenden Haushaltsjahr zu Ausgaben führen.

##### Haushalt
Der Haushalt als Anlage des parlamentarisch verabschiedeten Haushaltsgesetzes bildet für die betroffenen haushaltsführenden Stellen eine Ermächtigung, Ausgaben zu leisten und Verpflichtungen einzugehen wie sie im Haushalt vorgesehen sind. Die Ausgaben haben damit konstitutiven Charakter.
Die Haushaltssatzung als normative Grundlage der kommunalen Finanzwirtschaft ist ein (Orts-)Gesetz im formellen Sinne, weil sie überwiegend Verwaltungsorgane (Gemeinderat, Bürgermeister) bindet (Innenwirkung), aber auch durch Festsetzung von kommunalen Steuersätzen Außenwirkung entfaltet. Deshalb ist sie auch Gesetz im materiellen Sinne. Eine Satzung sind Rechtsvorschriften, die von einer juristischen Person des öffentlichen Rechts im Rahmen der ihr gesetzlich verliehenen Autonomie mit Wirksamkeit für die ihr angehörigen und unterworfenen Personen erlassen werden. Die Haushaltssatzung hat den Grundsatz der Jährlichkeit (§ 77 GemO NRW) zu erfüllen, besitzt einen gesetzlich vorgeschriebenen Inhalt (§ 77 Abs. 2 GemO) und unterliegt einem vorgeschriebenen Verfahren beim Erlass (§ 79 GemO). Die Haushaltssatzung beschränkt sich auf die Angaben, die als Rechtsgrundlage des Haushalts erforderlich sind. Dazu gehören die kommunalen Einnahmen und Ausgaben, getrennt nach Verwaltungs- und Vermögenshaushalt, vorgesehene Kreditaufnahmen (Kreditermächtigungen), Höchstbetrag der Kassenkredite, Gesamtbetrag der Verpflichtungsermächtigungen und Steuersätze. Im endgültigen Haushalt kann es einschränkende oder erweiternde Bestimmungen zu einem Ansatz im Haushaltsplan geben, die z. B. als Zweckbindung, Sperrvermerk oder Übertragbarkeit einzelner Haushaltsmittel zum Ausdruck kommen.

#### Bindung der Verwaltung
Die Verwaltung ist an einen genehmigten Haushalt gebunden und hat ihn bei allen haushaltsrelevanten Verwaltungshandlungen und -entscheidungen zu beachten. Ausgaben eines bestimmten „Titels“ dürfen nur für den darin vorgesehenen Zweck geleistet werden (§ 15, § 19, § 20, § 27, § 46; qualitative Spezialität), es sei denn, dass eine einseitige oder gegenseitige Deckungsfähigkeit zugelassen ist. Der quantitativen Spezialität zufolge sind die Ausgaben der Höhe nach auf die im Haushalt veranschlagten Mittel begrenzt. Unvorhergesehene und unabweisbare höhere Ausgaben bedürfen nach Art. 112 GG im Bereich des Bundeshaushalts der Zustimmung des Bundesfinanzministers. Aus Art. 111 und 112 GG ergibt sich, dass Ausgaben nur dann geleistet werden dürfen, wenn sie durch ein Haushaltsgesetz „festgestellt“ worden sind. Schon aus dem Zusammenhang der Bestimmungen von Art. 111 und 112 GG einerseits und Art. 110 Abs. 2 GG andererseits muss gefolgert werden, dass das Haushaltsgesetz nicht nur eine Feststellung trifft, sondern zugleich die „Bewilligung“ der im Haushaltsplan ausgewiesenen Mittel, also die Ermächtigung an die Regierung enthält, diese Mittel für die im Haushaltsplan festgelegten Zwecke auszugeben. Die rechtliche Bedeutung der Ansätze und ihrer Zweckbestimmung in den Titeln des Haushaltsplanes ergibt sich aus § 1 des Haushaltsgesetzes; diese Gesetzesbestimmung enthält die Ermächtigung, die in den Titeln genannten Beträge für die bei ihnen festgelegten Zwecke auszugeben. Der Haushaltsgrundsatz der temporären Spezialität verlangt von der Verwaltung, dass zu verausgabende Mittel nur in der Zeit, für die der Haushalt gilt, ausgegeben werden dürfen. Ausgenommen sind Ausgaben, für die die Übertragbarkeit entweder generell (Ausgaben für Investitionen und Ausgaben aus zweckgebundenen Einnahmen) oder durch besondere Erklärung im Haushaltsplan zugelassen ist (Übertragbarkeit von Ausgaben).
Auch die sorgfältigste Schätzung im Haushaltsplan kann nicht verhindern, dass bei seiner Ausführung Abweichungen auftreten. Um diesen Abweichungen dennoch flexibel zu begegnen, hat der Gesetzgeber das Instrument der Deckungsfähigkeit geschaffen. Reicht der hierin ermöglichte budgetäre Spielraum nicht aus, ist die Aufstellung eines Nachtragshaushalts erforderlich.

#### Landeshaushaltspläne
Die gesetzliche Grundlage für den Haushalt der Bundesländer ist in den jeweiligen Landeshaushaltsordnungen (LHO) geregelt.
Der Landeshaushaltsplan wird im Rahmen eines Haushaltsgesetzes verabschiedet. Landeshaushaltspläne sind in Einzelpläne untergliedert. Einzelpläne werden hierbei i. d. R. für das Landesparlament, den Ministerpräsidenten, die einzelnen Ministerien, den Landesrechnungshof und die Allgemeine Finanzverwaltung gebildet. Darüber hinaus können weitere Einzelpläne eingerichtet werden. Eine bundeseinheitliche Gliederung von Landeshaushaltsplänen in Einzelpläne existiert nicht.
Die Landeshaushaltspläne der meisten der 16 deutschen Bundesländer basieren derzeit auf der Kameralistik. Die staatliche Doppik auf Landesebene wird in unterschiedlichen Ausprägungen derzeit bereits in Bremen, Hamburg, Hessen und Nordrhein-Westfalen verwendet. Baden-Württemberg behält zwar aktuell seine kamerale Haushaltsführung bei, veröffentlicht aber zusätzlich eine Vermögensrechnung nach doppischen Grundsätzen.

#### Kommunale Haushaltspläne
In Art. 28 Abs. 2 Satz 1 GG ist die kommunale Selbstverwaltungsgarantie verankert. Der Kerngegenstand des kommunalen Haushaltswesens ist die Erfüllung von Aufgaben. Diese Aufgaben leiten sich von der Selbstverwaltungsgarantie ab. Zu den elementaren Rechten der Selbstverwaltungsgarantie für die Gemeinden zählen die kommunale Finanzhoheit und die Abgabenhoheit.
Im Gegensatz zum Bund und den meisten Ländern wird künftig der überwiegende Teil der Kommunen in Deutschland den Haushaltsplan nicht nach kameralen, sondern nach doppischen Regeln aufstellen. Der kommunale Haushaltsplan gliedert sich in der Doppik in den Ergebnis- und den Finanzhaushalt. Diese sind ihrerseits in einzelne Teilergebnis- bzw. Teilfinanzhaushalte unterteilt. Dem Haushaltsplan ist ein Stellenplan und ggf. ein Haushaltssicherungskonzept beizufügen.

#### 2012: Gefährdung durch ESM
Die Linke gab ein Gutachten beim Wissenschaftlichen Dienst des Bundestages in Auftrag, das dieser am 5. September 2012 vorlegte. Das Gutachten sieht das Budgetrecht des Deutschen Bundestags durch den ESM (Europäischer Stabilitätsmechanismus) verletzt, da eine „womöglich unmittelbare und potentiell unbestimmte Haftung“ für die Schulden anderer Staaten übernommen werde.

### Österreich
In Österreich sind für die Haushalts- und Wirtschaftsführung die Begriffe finanzielle Gebarung und Budget üblich.
Das Bundesministerium für Finanzen kann im Einvernehmen mit dem Rechnungshof die Form und die Gliederung der Voranschläge und der Rechnungsabschlüsse der Gebietskörperschaften (Bund, Länder, Gemeinden) insoweit regeln, als dies zur Vereinheitlichung notwendig ist. Die Voranschlags- und Rechnungsabschlussverordnung (VRV) war erstmals für das Finanzjahr 1976 anzuwenden und regelt das Ansatz- und Postenverzeichnis. Beim Postenverzeichnis ist eine Regelung nach den Grundsätzen der doppischen Buchhaltung vorgesehen (Österreichischer Einheitskontenrahmen des Kuratoriums für Wirtschaftlichkeit). Ab dem 1. Januar 2020 ist die neue VRV 2015 anzuwenden. Die Budgets für den Herbst müssen auch schon entsprechend der neuen Regelung durchgeführt werden.

### Schweiz
In der Schweiz wird der Haushaltsplan (Soll) als Budget bezeichnet, während die Darstellung des Abschlusses (Ist) als Rechnung figuriert.
Für die Darstellung von Budget und Rechnung wird stets dieselbe Struktur gewählt, um Vergleichbarkeit sicherzustellen. Grundsätzlich sind die Kantone in ihrer „Staatsrechnung“ frei bei der Wahl der Darstellung. Allerdings besteht seit den ausgehenden 70er Jahren eine informelle Vereinbarung, dass Gemeinden und Kantone ein harmonisiertes Modell mit einem standardisierten Kontenplan verwenden (so genanntes Harmonisiertes Rechnungsmodell der Kantone und Gemeinden). Der tatsächliche Umsetzungsgrad dieses Modells betrug im Jahr 2000 etwa 90 % der Gemeinden und sämtliche Kantone. Das Modell ist ein accrual accounting and budgeting Modell, d. h., es erfasst die Finanzvorfälle mit zeitlicher Abgrenzung. Damit unterscheidet es sich wesentlich vom kameralistischen Modell Deutschlands. Es wird ferner immer unterschieden zwischen laufender Rechnung/Erfolgsrechnung (mit wiederkehrenden Vorgängen) sowie Investitionsrechnung (mit einmaligen Investitions-Vorhaben). Dies zeitraumbezogen, in Abgrenzung zur Bilanz.
Auf Bundesebene wurde mit Wirkung per 1. Januar 2007 ein neues Rechnungsmodell eingeführt, das sich ebenfalls am accrual accounting orientiert. Richtschnur bilden die International Public Sector Accounting Standards (IPSAS), von denen allerdings in einzelnen Fällen begründet abgewichen wird.
Als Beispiel für die historische Entwicklung eines Schweizer Staatshaushaltes sei derjenige des Kantons Solothurn herangezogen. Im Jahr 1895 hatte dieser Kanton (dies ohne die Gemeinde-Haushalte) Staatseinnahmen von 1,9 Millionen Schweizerfranken. 1938 dann waren es 18,1 Millionen Franken und 2007 1830 Millionen Franken. Dieser gewaltige Anstieg in der Nachkriegszeit war nicht nur teuerungsbedingt, sondern zum klar größeren Teil durch reales Wachstum der Volkswirtschaft bedingt.

### Europäische Union
Unter Haushalt der Europäischen Union wird die Ein- und Ausgabenordnung der EU verstanden. Die EU verfügt auch über eigene Einnahmen, doch im Unterschied zu einem Staat hat sie keine Finanzhoheit, das heißt, sie hat nicht das Recht, Steuern und Abgaben zu erheben. Der Haushalt der EU ist per definitionem ausgeglichen: es gibt im Gegensatz zu staatlichen Ebenen kein Haushaltsdefizit oder einen -überschuss. Dabei ist der Haushalt im Vergleich zur nationalen und regional/kommunalen Ebene relativ klein. 2019 beläuft sich das Haushaltsvolumen der EU gemessen an den Ausgaben auf etwa 148 Mrd. Euro.
Im Haushalt der Europäischen Union werden die Einnahmen und Ausgaben jährlich für das folgende EU-Haushaltsjahr neu festgelegt. Der Haushalt ist in ein System eines sog. mehrjährigen Finanzrahmens (MFR) eingebunden (früher: Finanzielle Vorausschau). Die Europäische Union legt den verbindlichen finanziellen Rahmen für den Haushalt in einem Mehrjahreszeitraum fest. Er wird auf Grundlage eines Vorschlags der Europäischen Kommission vom Rat, der in diesem Fall einstimmig entscheidet, gemeinsam mit dem Europäischen Parlament vereinbart und in eine sog. Interinstitutionelle Vereinbarung überführt. Seit Inkrafttreten des Vertrags von Lissabon ist der MFR in Art. 312 AEUV verankert. Der Rat beschließt den MFR danach in einem besonderen Gesetzgebungsverfahren einstimmig bei Zustimmung der Mehrheit des Europäischen Parlaments. Der aktuelle MFR gilt für den Zeitraum von 2007 bis 2013. Anfang 2011 will die Europäische Kommission einen Vorschlag für die Periode nach 2013 vorlegen.

## Kritik

### Mangelnde Berücksichtigung des Willens der Mehrheit der Wähler
Dem strikt repräsentativen Demokratiemodell des Grundgesetzes wird vorgeworfen, das Staatsvolk werde in ihm weitgehend seines legitimen Einflusses auf konkrete politische Entscheidungen beraubt, indem der Bürgereinfluss sich auf Wahlen alle vier oder fünf Jahre beschränke. Im Kontext des Budgetrechts zielt diese Systemkritik darauf, dass wichtige Interessen von Bürgergruppen und sogar die Auffassungen der Mehrheit innerhalb des Staatsvolks unberücksichtigt blieben, wenn das Parlament die Zusammensetzung der Bevölkerung nicht widerspiegele. Das Rückbindungsmodell setze nämlich voraus, dass die Abgeordneten eine enge Verbindung zu den von ihnen vertretenen Teilen des Staatsvolks hätten. Sie sei erforderlich, um eine ausreichende Distanz zur Regierung zu wahren, das heißt, eine wirksame Kontrolle der Exekutive durch die Legislative ausüben zu können, wie es die von der Verfassung vorgeschriebene Kategorie der Gewaltenteilung vorsieht. Anderenfalls übe de facto die Regierung das Budgetrecht aus, indem sie Abgeordnete der Parteien, die die Regierung stützen, entgegen Art. 38 GG zu Weisungsempfängern der Regierung und der Fraktionsführungen der Regierungsparteien macht. Die Kontrollfunktion des Parlaments bleibe in diesem Fall den Oppositionsparteien vorbehalten, die sich aber mangels Mehrheit in der Regel nicht durchsetzen könnten.

Karl Jaspers hatte bereits in den 1960er Jahren beklagt, die Parteien hätten sich von „Organen des Volkes“ zu „Organen des Staates“ entwickelt und trügen dazu bei, die „Wirksamkeit des Volkes“ demokratiekonterkarierend zu minimieren. In einer Forsa-Umfrage waren 79 % der Befragten im Jahr 2010 der Auffassung, das Volk habe in Deutschland nicht wirklich „etwas zu sagen“.
Da in einem ersten Schritt Kandidaten für ein Abgeordnetenmandat von Mitgliedern ihrer Partei nominiert werden müssen, hänge ihr Erfolg zunächst von deren Wohlwollen und erst in zweiter Linie davon ab, ob hinreichend viele Wähler sie entweder als Wahlkreiskandidat wählen oder ihrer Partei so viele Zweitstimmen geben, dass ihr Listenplatz für einen Einzug ins Parlament niedrig genug ist. Dies und die nach der Wahl ausgeübte Fraktionsdisziplin als Regelfall sorge dafür, dass Abgeordnete der Regierungsparteien in aller Regel haushaltspolitische Pläne ihrer Regierung unterstützen.

### Ohnmacht der Abgeordneten
Die Haushaltsberatungen werden von einigen als eine Inszenierung beschrieben, die nicht im Einklang mit den Erwartungen über die tatsächlichen Entscheidungsmöglichkeiten der Parlamentarier steht. Denn Parlamentarier, insbesondere der die Regierung stützenden Parteien, neigten dazu, Vorgaben der Regierung und der Führung ihrer Fraktion „abzunicken“, anstatt sich für die Erfüllung von Wahlversprechen einzusetzen.
Häufig wird auch Kritik daran geübt, dass Abgeordnete nicht nur aufgrund von Machtstrukturen, sondern auch aufgrund von rechtlichen und von „Sachzwängen“ nicht in der Lage seien, Haushaltsansätze vollständig abzulehnen bzw. ausufernde Kosten für eine bestimmte Haushaltsposition zu „deckeln“, und oft aus Geldmangel auch nicht neue, an sich wünschenswerte Haushaltsposten schaffen könnten. Zu den rechtlichen Zwängen gehören Vorschriften der Verfassung (vor allem als Folge des Sozialstaatsgebots), aber auch finanzwirksame Richtlinien der EU und für Landtagsabgeordnete, Kreistags- und Stadt- bzw. Gemeinderatsmitglieder Gesetze und andere Rechtsvorschriften der jeweils übergeordneten Ebene. Darüber hinaus können Bezüge für überwiegend unkündbare Angehörige des öffentlichen Dienstes nicht ohne Weiteres gekürzt werden. Viele finanzschwache Gebietskörperschaften haben keinen Spielraum, bisher erbrachte freiwillige Leistungen weiter anzubieten, geschweige denn ihren Bürgern neue freiwillige Angebote zu machen. Oftmals müssen sich Vertreter „unterer“ Ebenen gegen Verstöße gegen das Konnexitätsprinzip wehren, indem ihnen von der übergeordneten Ebene zusätzliche kostenwirksame Pflichtaufgaben zugewiesen werden, durch die ihr finanzieller Spielraum eingeengt wird.
Eine Folge der faktischen Ohnmacht von Mandatsträgern seien politische Fehlentwicklungen, wie sie z. B. in der Staatsverschuldung zum Ausdruck kämen. Der materielle Gehalt des Budgetrechts sei hierdurch bis zur Unkenntlichkeit reduziert.

### Untauglichkeit des Kameralismus als Steuerungsinstrument
Dem kameralen Haushalts- und Rechnungswesen wird grundsätzlich vorgeworfen, es sei mittlerweile ungeeignet, als technische Grundlage zur Steuerung eines modernen, komplexen demokratischen Gemeinwesens zu fungieren. Im Hinblick auf das budgetrechtliche Kontrollinstrumentarium wird angeführt, es sei ebenfalls wegen der insuffizienten Informationsaufbereitung und des beschränkten Informationsumfangs des kameralistischen Rechnungssystems nicht voll entwickelt. Auch sei die vom Rechnungshof wahrgenommene Revisionsfunktion im geltenden Recht immer noch nicht alleinig dem Parlament als legitimem Prinzipal zugeordnet und statt mit funktionaler Unabhängigkeit mit einer übermäßigen Autonomie ausgestattet. Dem geltenden Budgetrecht und -instrumentarium wird insgesamt angelastet, sein funktionales Potenzial sei weitgehend verkümmert. Gemessen an der tatsächlichen Entfaltung der Budgetfunktionalität mute der Budgetprozess als ein pompöses Ritual an.

## Alternative Verfahren zur Erstellung von Haushalten
In einigen Gemeinden laufen Experimente, den Haushalt in Abstimmung mit den Bürgern zu erstellen (Bürgerhaushalt). In den entsprechenden Fällen wird die repräsentativ-demokratische Interpretation des Budgetrechts durch eine direkt-demokratische Variante ergänzt. Auch in Fällen der freiwilligen kommunalen Bürgerbeteiligung verbleibt aber in Nordrhein-Westfalen das Budgetrecht beim Stadt- oder Gemeinderat. In Niedersachsen sind nach § 32 des Niedersächsischen Kommunalverfassungsgesetzes (NKomVG) vom 17. Dezember 2010 solche Bürgerbegehren unzulässig, in denen über „die Haushaltssatzung, einschließlich der Haushalts- und Wirtschaftspläne der Eigenbetriebe, sowie über die kommunalen Abgaben und die privatrechtlichen Entgelte“ abgestimmt werden soll.
Es regt sich also, bei allem prinzipiellen Wohlwollen für Elemente der direkten Demokratie, erheblicher Widerstand unter Mandatsträgern dagegen, dass ihnen die politische Verantwortung für „ihren“ Haushalt abgenommen werden soll.